# Mračna kći (film)
Mračna kći (en. The Lost Daughter) psihološki je dramski film iz 2021. temeljen na romanu Elene Ferrante iz 2006. godine. Scenaristica i redateljica je glumica Maggie Gyllenhaal, i to je njezin redateljski debi. U filmu glume Olivia Colman, Dakota Johnson, Jessie Buckley, Paul Mescal, Dagmara Domińczyk, Jack Farthing, Oliver Jackson-Cohen, s Peterom Sarsgaardom i Edom Harrisom. Uz glavnu ulogu, Olivia Colman uključena je i kao izvršna producentica filma. U filmu, glavni lik, Leda, otkriva da je dobila ime po ženi u pjesmi WB Yeatsa Leda i labud, koju je Yeats temeljio na priči o Ledi iz grčke mitologije.
Mračna kći imala je svjetsku premijeru na 78. Međunarodnom filmskom festivalu u Veneciji 3. rujna 2021., gdje je Maggie Gyllenhaal osvojila nagradu Zlatna Osella za najbolji scenarij. Ograničena distribucija u kinima započela je u Sjedinjenim Američkim Državama 17. prosinca 2021., a od 31. prosinca 2021. film je dostupan je na Netflixu. Film je dobio tri nominacije na 94. dodjeli Oskara za najbolju glumicu (Colman), najbolju sporednu glumicu (Buckley) i najbolji adaptirani scenarij.

## Sadržaj
Dok je na odmoru u Grčkoj, sredovječna sveučilišna profesorica i poznata prevoditeljica, Leda Caruso (Olivia Colman; Jessie Buckley u flashbackovima), upoznaje Ninu (Dakota Johnson), mladu majku, koja je očigledno iscrpljena i nesretna zbog zahtjevne trogodišnje kćeri Elene. Elena je uznemirena zbog gubitka omiljene lutke, koju je Leda potajno uzela. Kroz flashbackove saznajemo da se mlada Leda (Jessie Buckley) također borila sa zahtjevima majčinstva i odgoja svoje dvije kćeri, Bianche i Marthe, često gubeći strpljenje i udaljujući se od obitelji.
Jedne večeri Leda je na večeri s hotelskim domarom Lyleom (Ed Harris),koji vidi da je lutka kod Lede, ali to ne komentira niti kaže Nini. Leda kasnije otkriva da Nina ima aferu s Willom (Paul Mescal), pomoćnikom u ljetovalištu, a Nina objašnjava da ju njezin suprug Toni (Oliver Jackson-Cohen) jako kontrolira. Potraga za Eleninom lutkom se nastavlja, a Nina čak postavlja letke s nagradom za njezin povratak.
Kada Nina pita Ledu o njezinim kćerima, Leda postaje emotivna; otkriva da ih je napustila na tri godine zbog opterećenosti, ostavljajući ih sa sada već bivšim suprugom, a za to vrijeme imala je aferu s kolegom profesorom (Peter Sarsgaard). Priznaje da joj je odvajanje od kćeri bilo "nevjerojatno", a vratila im se tek kad su joj iskreno nedostajale. Nina saznaje da Leda zna za nju i Willa, a Will kasnije pita Ledu mogu li posuditi njezin stan za seks.
Sljedeći dan kada Nina dođe kod Lede po ključeve od stana, Leda priznaje da je sebična i "neprirodna" majka te upozorava Ninu da njezina depresija nikada neće proći. Leda joj daje i Eleninu lutku, priznajući da ju je uzela i da se "samo igrala". Nina se naljuti, i pri odlasku ubode Ledu u trbuh iglom za šešir. Te noći Leda pakira kofere i odlazi iz odmarališta, ali zbog bolne rane skreće s ceste, spušta se na plažu i sruši na obali.
Sljedećeg jutra Leda se probudi na plaži i nazove Biancu, koja je s Marthom. Djevojkama je laknulo kad su čule majku jer nisu razgovarale već nekoliko dana, i zabrinule su se. Leda kaže da je dobro, a zatim spušta pogled i otkriva naranču u svojim rukama, te joj oguli kožu "kao zmija", onako kako je činila svojim kćerima dok su bile male.

## Glumice i glumci
- Olivia Colman kao Leda Caruso
- Jessie Buckley kao mlada Leda Caruso
- Dakota Johnson kao Nina
- Ed Harris kao Lyle
- Peter Sarasgaard kao Professor Hardy
- Dagmara Dominczyk kao Callie
- Paul Mescal kao Will
- Robyn Elwell kao Bianca
- Ellie Blake kao Martha
- Jack Farthing kao Joe
- Oliver Jackson-Cohen kao Toni
- Athena Martin kao Elena
- Panos Koronis kao Vassili

## Reakcije
Na svjetskoj premijeri film je dobio četverominutne ovacije gledatelja na Venecijanskom filmskom festivalu.

## Vanjske poveznice
- The Lost Daughter u internetskoj bazi filmova IMDb-a
- Službeni scenarij